# 1. B HRL 1991./92.
1.B hrvatska rukometna liga je bila liga drugog ranga hrvatskog rukometnog prvenstva u sezoni 1991./92.

## Ljestvica
| poz. | klub                           | ut.                     | pob.                    | rem.                    | por.                    | g+                      | g-                      | bod                     |
| ---- | ------------------------------ | ----------------------- | ----------------------- | ----------------------- | ----------------------- | ----------------------- | ----------------------- | ----------------------- |
| 1.   | Split Sting                    | 10                      | 7                       | 2                       | 1                       | 210                     | 177                     | 16                      |
| 2.   | Karlovačka Pivovara (Karlovac) | 10                      | 7                       | 1                       | 2                       | 215                     | 190                     | 15                      |
| 3.   | Sisak                          | 10                      | 6                       | 1                       | 3                       | 199                     | 195                     | 13                      |
| 4.   | Đakovo                         | 10                      | 3                       | 2                       | 5                       | 215                     | 209                     | 8                       |
| 5.   | Elektra Osijek                 | 10                      | 2                       | 2                       | 6                       | 219                     | 237                     | 6                       |
| 6.   | Borac Zagreb                   | 10                      | 0                       | 2                       | 8                       | 143                     | 193                     | 0 (-2)                  |
|      | Mehanika Metković              | odustali nakon tri kola | odustali nakon tri kola | odustali nakon tri kola | odustali nakon tri kola | odustali nakon tri kola | odustali nakon tri kola | odustali nakon tri kola |

## Poveznice
- 1.A HRL 1991./92.
- 2. HRL 1991./92.
- 3. HRL 1991./92.
- Hrvatski kup 1992.